# Czermno (województwo świętokrzyskie)
Czermno – wieś w Polsce położona w województwie świętokrzyskim, w powiecie koneckim, w gminie Fałków.
W 2021 miejscowość liczyła 552 mieszkańców.
Część wsi podlega sołectwu we wsi Czermno-Kolonia. Czermno razem z Kolonią w 2021 roku liczyło 767 osób.
Wieś jest siedzibą rzymskokatolickiej parafii Nawiedzenia Najświętszej Maryi Panny i św. Mikołaja.

## Historia
Czermno, wieś w powiecie koneckim – w XVI w. Czyrmno. Wieś ta należała pierwotnie do parafii Fałków, z której w wieku XIV wydzielił arcybiskup gnieźnieński nową parafię z kościołem pw. Narodzenia N.P.M. i św. Mikołaja w Czermnie. Istniejący jeszcze w XIX wieku kościół drewniany wzniesiony był przez dziedziców wsi w 1521 roku. (Jan Łaski, L. B. t.I, s. 602 i przypisy) zastąpiony przez nowy w 1881 roku a postawiony w miejsce starego, drewnianego.
Do 1954 roku siedziba gminy Czermno. W latach 1954–1972 wieś należała i była siedzibą władz gromady Czermno.
W latach 1975–1998 miejscowość administracyjnie należała do województwa piotrkowskiego.

## Zabytki
Kościół parafialny pw. Nawiedzenia NMP, wybudowany w latach 1878–1881 oraz przedpogrzebowa kaplica z 1882 r., wpisane do rejestru zabytków nieruchomych (nr rej.: A-10/1-2 z 26.04.2007).

## Komunikacja
- Droga krajowa nr 42 – na wschód do Końskich, a na zachód do Przedborza i Radomska,
- na północny wschód droga do wsi Skotniki,
- na wschód do wsi Olszamowice,
- na południowy wschód do wsi Budy, Ruda Pilczycka
- na południe droga do wsi Pikule, Borowa

## Sport
We wsi swoją siedzibę miał klub piłkarski HEKO Czermno, grający w sezonie 2005/2006 w II lidze.

## Gospodarka
Wieś jest siedzibą Zakładu Tworzyw Sztucznych i Wyrobów Różnych „HEKO”.

## Osoby związane z Czermnem
Z Czermna pochodzi Zdzisław Najmrodzki – jeden z najsłynniejszych polskich przestępców okresu PRL.
W Czermnie mieszka muzyk Bogdan Kowalewski.